# Spoorbreedte (auto)
De spoorbreedte bij een auto is de afstand tussen twee wielen van dezelfde as, dus over de breedte van het voertuig. Niet te verwarren met de wielbasis, welke de afstand tussen de wielen op verschillende assen weergeeft. De spoorbreedte wordt steeds op de grond gemeten vanuit het midden van iedere band. Wanneer een as met dubbellucht is uitgerust, dus met aan elke zijde twee wielen, wordt er gemeten vanuit het midden tussen de twee wielen. Bij onafhankelijk geveerde wielen is de spoorbreedte afhankelijk van de belasting en wordt de breedte gemeten bij de maximaal toelaatbare belasting van het voertuig.
Het begrip spoorbreedte moet niet verward worden met spoorwijdte, deze term wordt gebruikt bij spoor- en tramwegen en geeft de ruimte (wijdte) aan tussen twee spoorstaven.